# Czech International 1998
Die 27. Czech International 1998 im Badminton fanden vom 1. bis zum 4. Oktober 1998 in Liberec statt.

## Sieger und Platzierte
| Disziplin    | Gold                         | Silber                         | Bronze                              |
| ------------ | ---------------------------- | ------------------------------ | ----------------------------------- |
| Herreneinzel | Robert Nock                  | Thomas Wapp                    | Pawel Uwarow                        |
| Herreneinzel | Robert Nock                  | Thomas Wapp                    | Stefan Lundstrom                    |
| Dameneinzel  | Ella Karachkova              | Sandra Dimbour                 | Maja Pohar                          |
| Dameneinzel  | Ella Karachkova              | Sandra Dimbour                 | Justine Willmott                    |
| Herrendoppel | Graham Hurrell Peter Jeffrey | Manuel Dubrulle Vincent Laigle | Michał Łogosz Robert Mateusiak      |
| Herrendoppel | Graham Hurrell Peter Jeffrey | Manuel Dubrulle Vincent Laigle | Anthony Clark Ian Sullivan          |
| Damendoppel  | Lorraine Cole Tracy Dineen   | Gail Emms Joanne Wright        | Natalja Esipenko Natalia Golovkina  |
| Damendoppel  | Lorraine Cole Tracy Dineen   | Gail Emms Joanne Wright        | Markéta Koudelková Diana Stadniková |
| Mixed        | Anthony Clark Lorraine Cole  | Ian Sullivan Gail Emms         | Pawel Uwarow Ella Karachkova        |
| Mixed        | Anthony Clark Lorraine Cole  | Ian Sullivan Gail Emms         | Daniel Gaspar Markéta Koudelková    |